# لورين د. هاغن
لورين د. هاغن (بالإنجليزية: Loren D. Hagen)‏ هو جندي أمريكي، ولد في 25 فبراير 1946 في فارغو في الولايات المتحدة، وتوفي في 7 أغسطس 1971 في A Sầu Valley ‏ في فيتنام.